# Jindřich Gubiš
Jindřich Gubiš (* 26. února 1986 Liberec) je český komunální politik a představitel občanských iniciativ v oblasti veřejného prostoru, spolkového života a kultury. Od listopadu 2020 do září 2022 zastupitel města Liberec. Je předsedou Spolku za estetiku veřejného prostoru, místopředsedou Komise Rady Libereckého kraje pro Oblastní galerii Liberec a členem dozorčí rady Divadla F. X. Šaldy.

## Politická kariéra
V libereckých komunálních volbách v roce 2014 kandidoval jako nestraník ze 6. místa na kandidátce KSČM, s 1 558 (2,67 %) hlasů se nicméně do zastupitelstva nedostal. Ve volebním období 2014–2018 byl předsedou správní rady Fondu kultury města Liberec.
V komunálních volbách roce 2018 do libereckého zastupitelstva opět kandidoval jako nestraník z 11. místa za volební uskupení Změna pro Liberec (tj. politické hnutí Změna a nezávislí kandidáti), získal 4 115 (2,6 %) hlasů a nebyl zvolen. Po volbách se téhož roku stal členem Výboru pro kulturu a cestovní ruch města Liberec. V listopadu 2020 mu v důsledku rezignace Jana Korytáře vznikl mandát člena zastupitelstva.
V krajských volbách v roce 2020 kandidoval v Libereckém kraji za koalici Změna pro lidi a pro krajinu (tj. politické hnutí Změna a Nová budoucnost pro Liberecký kraj), kde byl na kandidátce na 11. místě a do zastupitelstva Libereckého kraje se nedostal.
V komunálních volbách v roce 2022 se pokusil[potřebuje aktualizovat] o obhajobu mandátu v libereckém zastupitelstvu jako nestraník z 9. místa za volební uskupení Liberec otevřený lidem (tj. Strana zelených a nezávislí kandidáti). Od roku 2023 působí jako člen dozorčí rady Divadla F. X. Šaldy.
V roce 2021 v Liberci inicioval  zřízení Osadního výboru Jeřáb – za nádražím a stal se jeho předsedou.
Po zániku Osadních výborů byl v říjnu 2024 zvolen předsedou nově vzniklé Místní komise Jeřáb. 

## Další angažmá
V roce 2016 založil Spolek za estetiku veřejného prostoru. Spolek působí převážně v Liberci a jeho náplní je popularizace a ochrana umění ve veřejném prostoru. Spolek dlouhodobě usiluje o zavedení tzv. procenta na umění, což v praxi znamená, že by se procento z rozpočtu veřejné výstavby věnovalo na uměleckou výzdobu. 
V roce 2023 byl jedním ze zakládajících členů Prostoru pro užité umění z. s.
Je signatářem manifestu Progresivní Česko.

## Publikace
- MARKOVÁ, Kristýna; GUBIŠ, Jindřich; KLOMÍNSKÝ, Josef; DUDKOVÁ, Barbora; ŠREK, Jakub; BĚLOHRADSKÝ, Vladimír; ZEMAN, Jaroslav, ZVERKOVÁ, Františka. Jak na to! Pomníky a sochy ve veřejném prostoru - manuál zodpovědné samosprávy. Příprava vydání Ivan Rous. [s.l.]: [s.n.], 1. 1. 2008. 42 s. Dostupné online. ISBN 978-80-87266-33-5.

### Články
- Zachraňují ztracené sochy z veřejného prostoru
- Za socialismu se umění v ulicích měst dařilo lépe, říká spolek nadšenců
- Měla skončit v drti, památku na rok 1945 zachránili na poslední chvíli
- Liberec rozdával socialistické plastiky, zájem měli nadšenci i památkáři
- Brána snů po 50 letech padla. Cennou sochu zničil vandal, shodli se experti
- Sochy ze 60. let opět stojí, po vichřici a útoku vandala je opravili
- Obří socha se po padesáti letech do Liberce nevrátí, dědička se odmlčela
- Pomník architektu Loosovi leží na hromadě, univerzita chystá jeho návrat
- Obyvatelé Liberce budou hlasovat o projektech, které navrhli jejich sousedé
- Participativní rozpočet: Liberečané rozdělili peníze na zvelebení ulic a parků
- Náměstek se chlubil zbouráním bludiště, podle znalců šlo o cennou plastiku
- Smutný příběh "Bludiště" na Gagarince Archivováno 6. 5. 2021 na Wayback Machine.
- Do Liberce se vrátil Adolf Loos. Alespoň betonový Archivováno 27. 10. 2021 na Wayback Machine.
- Liberecká cesta vzácné sochy aneb Z bláta do parku
- Unikátní plastiku skryl polystyren, podle odborníků v rozporu se zákonem
- Liberec chce jít příkladem, zbaví se reklamních plakátů v okolí památek